# Heinz Friedrich Wendt
Heinz Friedrich Wendt, auch Heinz F. Wendt (geb. 1914 in Berlin; gest. 2006) war ein deutscher Sprachwissenschaftler und Lektor.

## Leben
Der Sohn des Handelsvertreters Ferdinand Wendt (1883–1971) begeisterte sich schon als junger Mann für Elektrotechnik und Sprachen.
Nach dem Abitur 1934 absolvierte er eine Ausbildung zum Bankkaufmann. Er lehnte ein Hochschulstudium vor allem wegen der politischen Verstrickungen der Universitäten in der Zeit des Nationalsozialismus zugunsten eines autodidaktisches Studiums ab. Angeblich sprach er schon als junger Mann Französisch, Italienisch, Spanisch, Portugiesisch, Dänisch, Tschechisch, Polnisch und Latein. Er baute selbst ein Radio, um fremdsprachige Sender zu hören. Während der Weltausstellung 1937 in Paris, die er mit seiner Mutter Anna (1887–1975) besuchte, hielt man ihn aufgrund seiner Aussprache für einen Franzosen.
Im Sommer 1938 wurde er vom Luftfahrtministerium als Übersetzer eingestellt. Während des Zweiten Weltkriegs übersetzte, hörte und interpretierte er als Mitarbeiter der Spionageabwehr fremdsprachige Nachrichten – Telefonate, Funksprüche, Telegramme und Briefe in mehr als 13 Sprachen ab – und entging auf diese Weise dem Einsatz an der Front. In dieser Funktion übersetzte er u. a. die private Korrespondenz von Lída Baarová. Im Mai 1945 wurde er Dolmetscher für die sowjetische Armee, nahm jedoch das Angebot einer großen Wohnung und einer Weiterbeschäftigung im Ostteil der Stadt nicht an, als er von der bevorstehenden Teilung Berlins erfuhr.
In den folgenden Jahren arbeitete er ohne feste Arbeitsverträge, unter anderem an Volkshochschulen, und als Journalist. Am 22. September 1952 promovierte Wendt mit einer Arbeit über Die türkischen Elemente im Rumänischen an der Freien Universität Berlin. Vom 1. Oktober 1955 bis zum 31. März 1956 wirkte er als Inhaber eines Lektorats über Deutschunterricht für Ausländer in der Humanistischen Fakultät I an der Technischen Universität Berlin.
Ein Stellenangebot der Firma Krupp lehnte er 1955 zugunsten einer Anstellung als Verlagslektor beim Langenscheidt-Verlag ab, die er 1956 antrat und wo er über Jahrzehnte das Lektorat für Fremdsprachen (alle außer Englisch und die romanischen Sprachen) leitete. Er verfasste ein Sprachenlexikon sowie Lehrbücher (z. B. für die türkische und neugriechische Sprache).

## Werke (Auswahl)
- Sprachen (=Fischer-Lexikon Band 25), Fischer-Bücherei, Frankfurt am Main, 1961. (Durchgesehene und korrigierte Neuausgabe 1987 im Fischer-Taschenbuch-Verlag, ISBN 978-3-596-24561-1)
- Langenscheidts Praktisches Lehrbuch Türkisch, Berlin 1972, ISBN 3-468-26370-8
- Langenscheidts Praktisches Lehrbuch Neugriechisch. Ein Standardwerk für Anfänger, Berlin 1965
- Langenscheidts Taschenwörterbuch der neugriechischen und deutschen Sprache, Berlin 1969 (als Langenscheidt Taschenwörterbuch Griechisch, 5. Auflage 2005, ISBN 978-3-468-11213-3)
- Langenscheidt Taschenwörterbuch Türkisch, Berlin 1995, ISBN 978-3-468-11372-7 (Neubearbeitung 2015, ISBN 978-3-468-11375-8)